# Magliano in Toscana
Magliano in Toscana és un municipi situat al territori de la província de Grosseto, a la regió de la Toscana, (Itàlia).
Limita amb els municipis de Grosseto, Manciano, Orbetello i Scansano.
Pertanyen al municipi les frazioni de Montiano i Pereta.

## Galeria

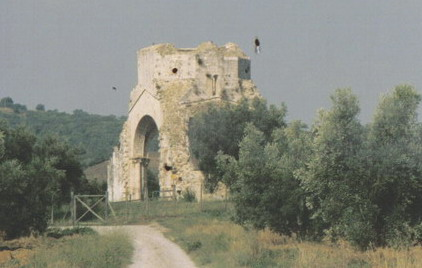
Monestir de Sant Bruzio
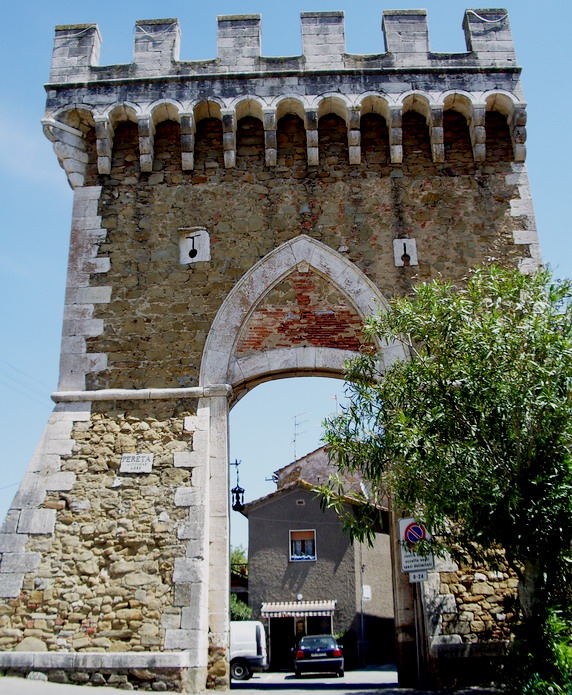
Porta de la muralla de Pereta
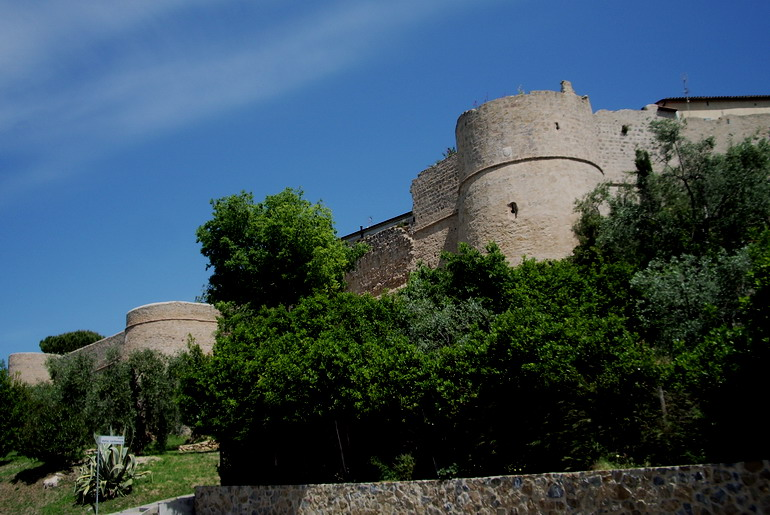
Muralla
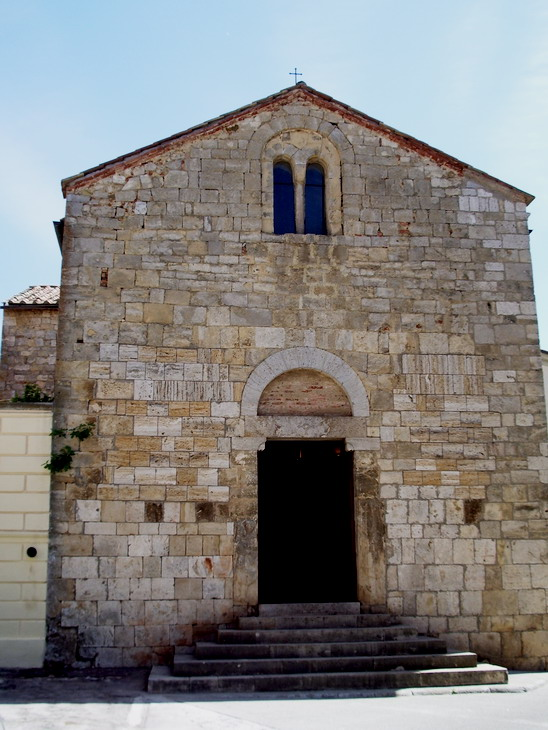
Església de Sant Martí
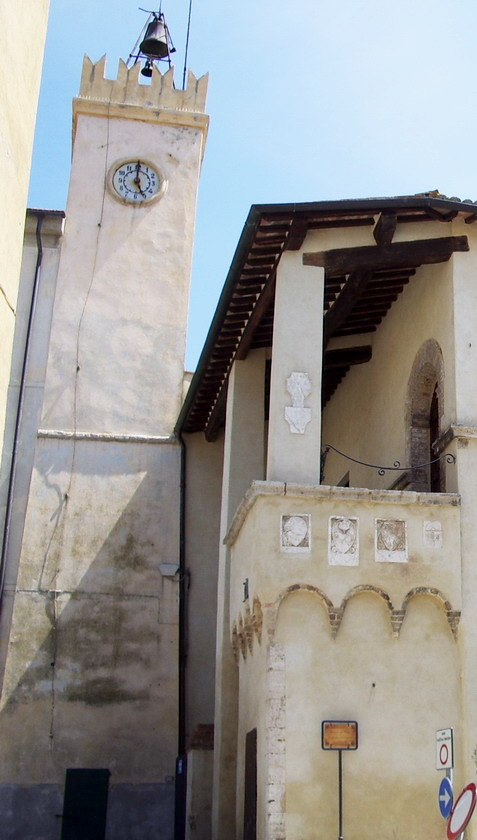
Torre del rellotge
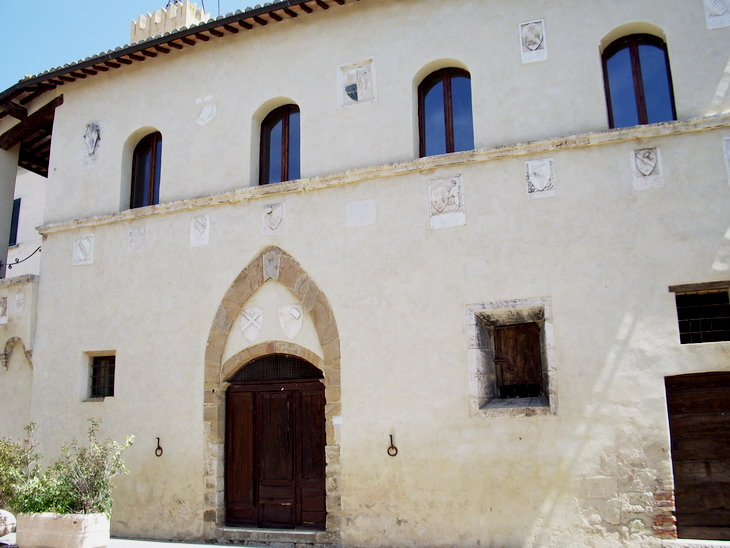
Palau del Podestà
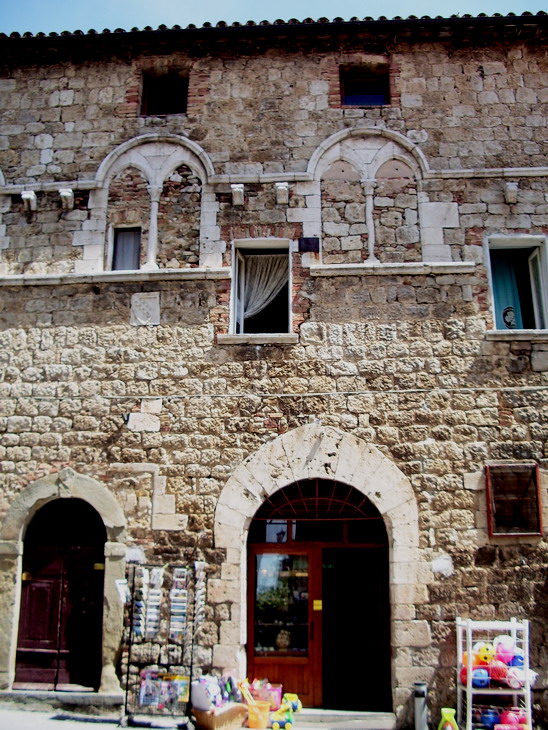
Palau de Checco il Bello
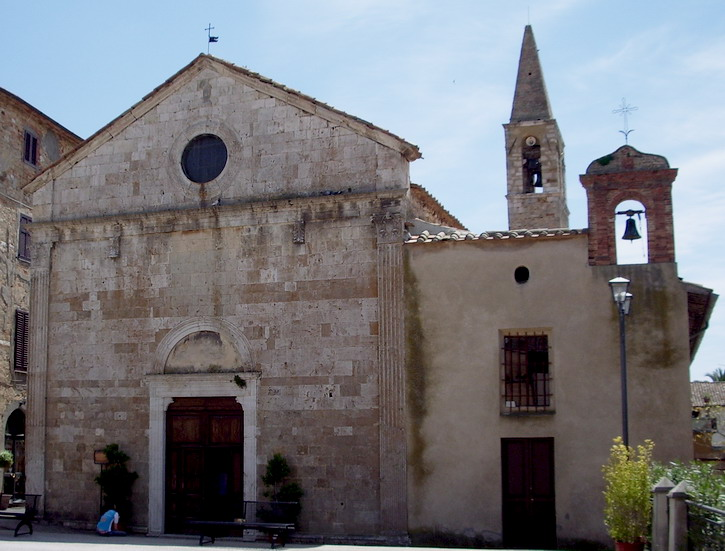
Església de Sant Joan
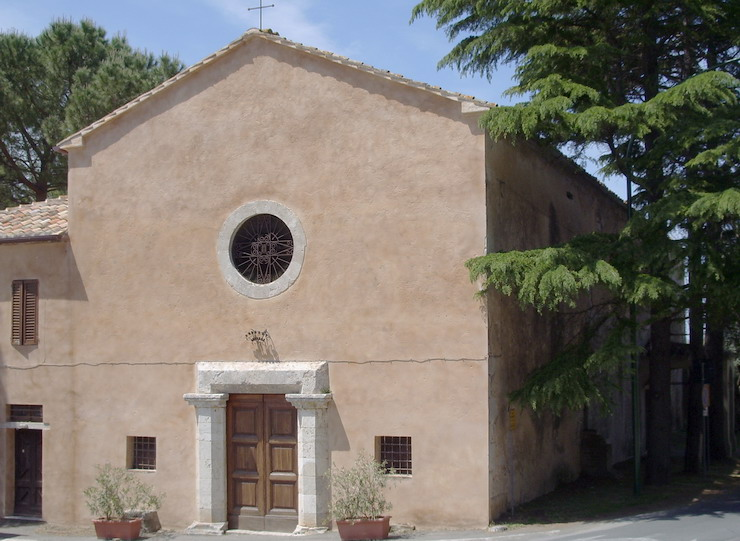
Església de l'Anunciació